# Ectophasia rotundiventris
Ectophasia rotundiventris är en tvåvingeart som först beskrevs av Friedrich Hermann Loew 1858.  Ectophasia rotundiventris ingår i släktet Ectophasia och familjen parasitflugor. Inga underarter finns listade i Catalogue of Life.